# Callisseno
Callisseno (in greco antico: Kαλλίξενος?, Kallìxenos; V secolo a.C. – dopo il 403 a.C.) è stato un politico ateniese.

## Biografia
Callisseno sostenne un decreto, in gran parte falso e iniquo, contro i sei generali (altri due erano fuggiti) che avevano vinto alle Arginuse (407 a.C.), lasciando però perire i naufraghi a causa di una tempesta, che impedì loro qualunque salvataggio; ad esso si opposero alcuni moderati, guidati da Eurittolemo (cugino di Alcibiade), dichiarandolo incostituzionale, ma furono zittiti dalla folla.
Anche i pritani, colla sola eccezione dell'epistate del giorno, Socrate, pur non essendo d'accordo furono obbligati a sottostare alle minacce di Callisseno e della folla.
Poco dopo l'esecuzione dei generali, gli Ateniesi istituirono un tribunale per giudicare i maggiori colpevoli dell'ingiustizia commessa, Callisseno ed altri quattro, che furono processati e condannati all'isolamento; ciononostante, essi riuscirono a fuggire, rifugiandosi presso gli Spartani a Decelea.
Callisseno, come gli altri, rientrò ad Atene nel 403 a.C., approfittando dell'amnistia concessa da Trasibulo dopo la restaurazione della democrazia; in patria, però, i suoi concittadini non avevano dimenticato le sue malefatte e, visto che nessuno gli voleva dare da mangiare o da riscaldarsi, morì di stenti.